# Ádánd
Ádánd ist eine ungarische Gemeinde im Kreis Siófok im Komitat Somogy.

## Geografische Lage
Ádánd liegt ungefähr zehn Kilometer nordöstlich der Kreisstadt Siófok und vom südlichen Ufer des Balaton entfernt, an dem Fluss Kis-Koppány. Nachbargemeinden sind Siójut und Ságvár.

## Geschichte
Der Ort wurde während der Zeit der Árpáden gegründet. Zur damaligen Zeit gab es im Gebiet der heutigen Gemeinde mehrere kleinere Siedlungen. Eine davon war Hetye, die im 11. Jahrhundert bei den Besitzungen des Bistums Veszprém erwähnt wurde. In Hetye wurde im Mittelalter eine Backsteinkirche errichtet, von der heute noch ein dreistöckiger Turm mit den Mauerstümpfen des angrenzenden Kirchenteils vorhanden ist. Die Kirche ist von einem Friedhof umgeben. 1888 führte der Archäologe István Szabó Grabungen durch. Die gefundenen Gegenstände (Töpfe, Hufeisen, Schnallen, Messer, eine kleine Silbermedaille) wurden in die Sammlung des Ungarischen Nationalmuseums aufgenommen. Im Jahr 1913 gab es in der damaligen Kleingemeinde 246 Häuser und 1562 Einwohner auf einer Fläche von 5313 Katastraljochen. Sie gehörte zu dieser Zeit zum Bezirk Tab im Komitat Somogy.

## Infrastruktur
In Ádánd gibt es Kindergarten, Hauptschule, Bücherei, Kulturhaus, Post, Polizeistation, eine Arztpraxis, zwei Kirchen sowie das Bürgermeisteramt.

## Gemeindepartnerschaften
- Kupusina (Купусина), Serbien
- Mădăraș, Rumänien

## Sehenswürdigkeiten
- Immaculata-Statue, erschaffen 1816
- István-Fekete-Büste, erschaffen von Péter Szabolcs
- Nepomuki-Szent-János-Statue, erschaffen 1813
- Kirchturmruine aus dem Mittelalter, südöstlich außerhalb des Ortes gelegen
- Reformierte Kirche, erbaut in der ersten Hälfte des 19. Jahrhunderts
- Römisch-katholische Kirche Szentháromság, erbaut 1747 im barocken Stil
- Schloss Csapody (Csapody-kastély), erbaut im 19. Jahrhundert
- Sowjetisches Denkmal

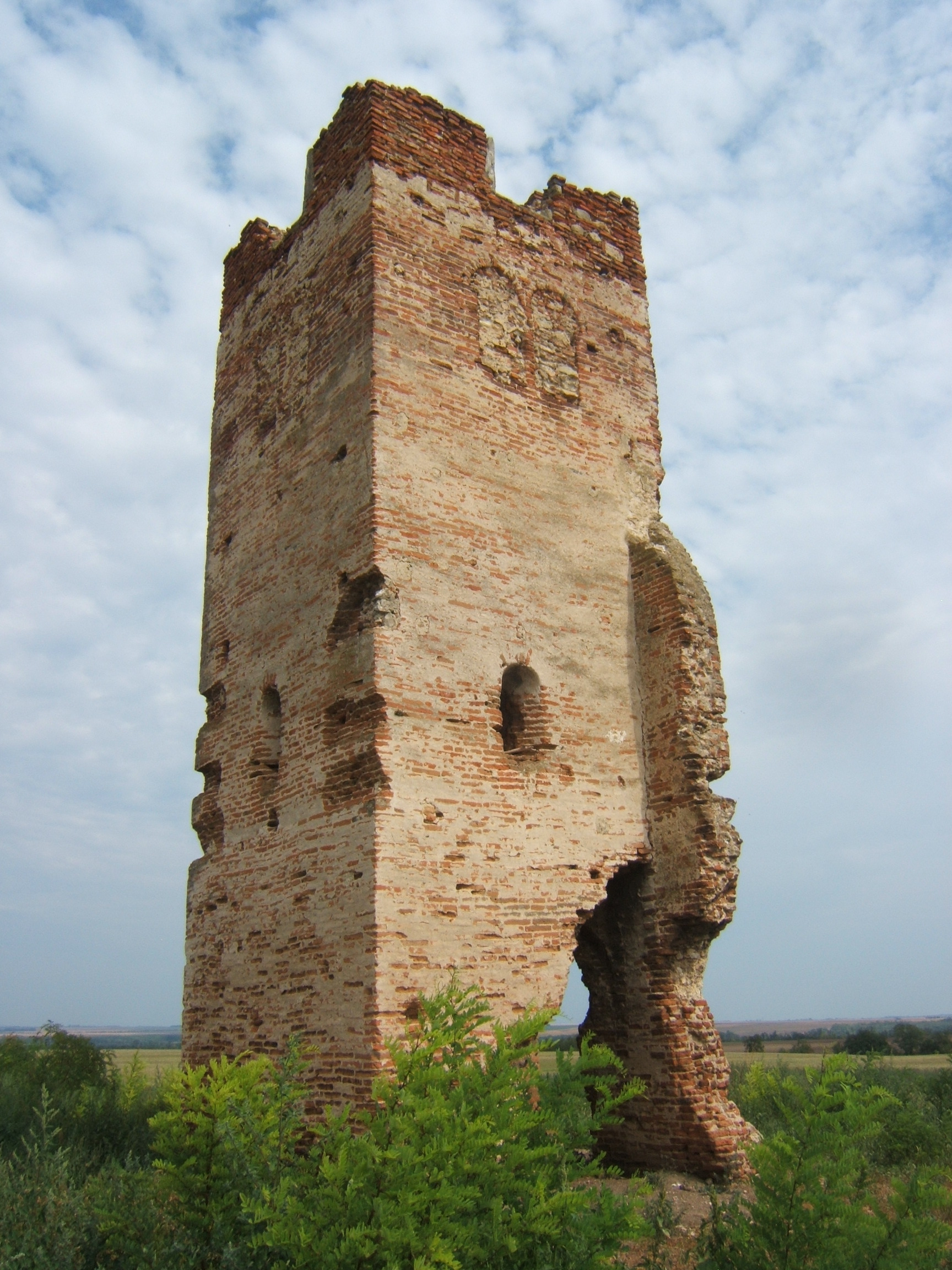
Mittelalterliche Kirchturmruine
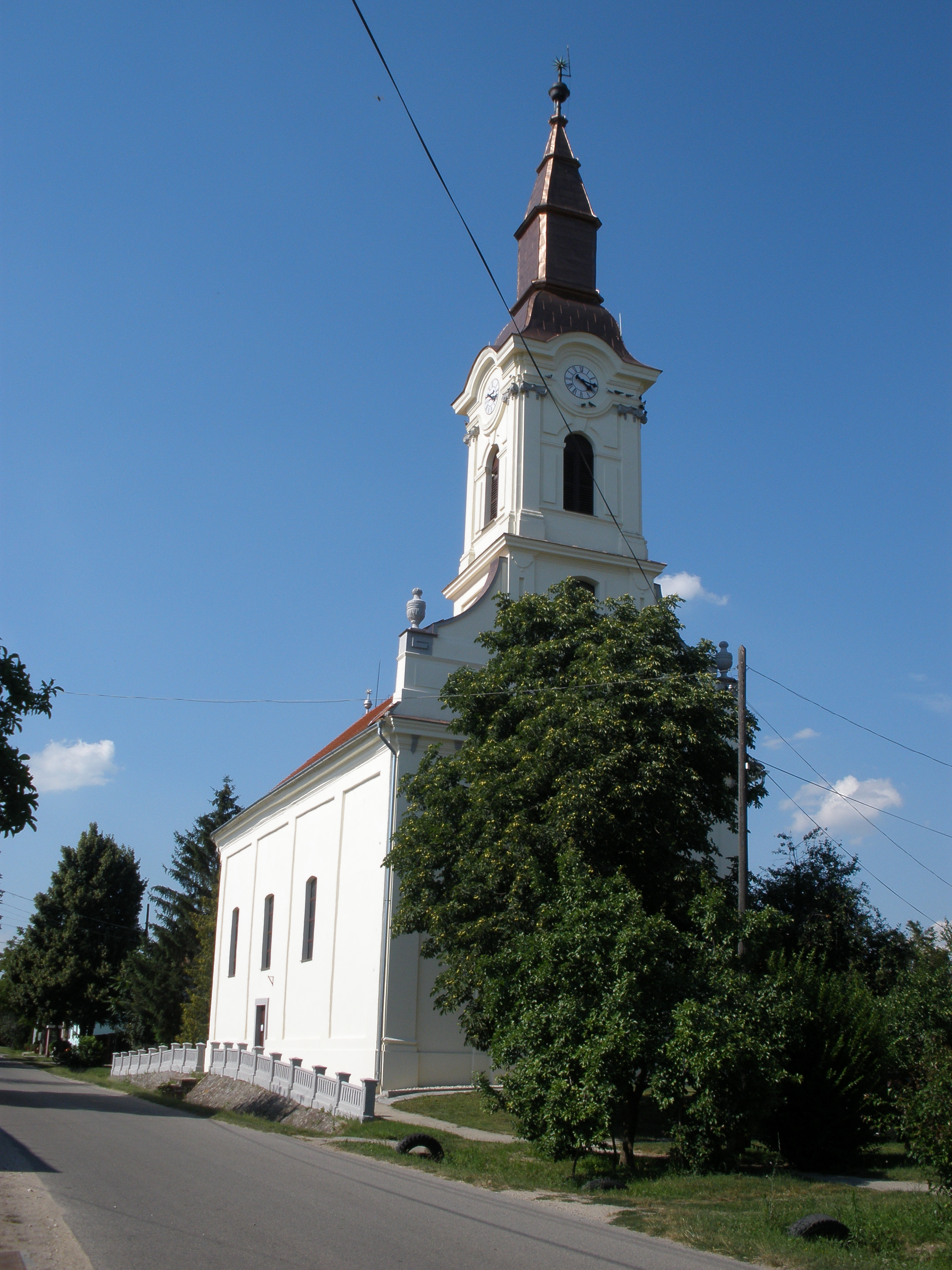
Ádánd, Reformierte Kirche
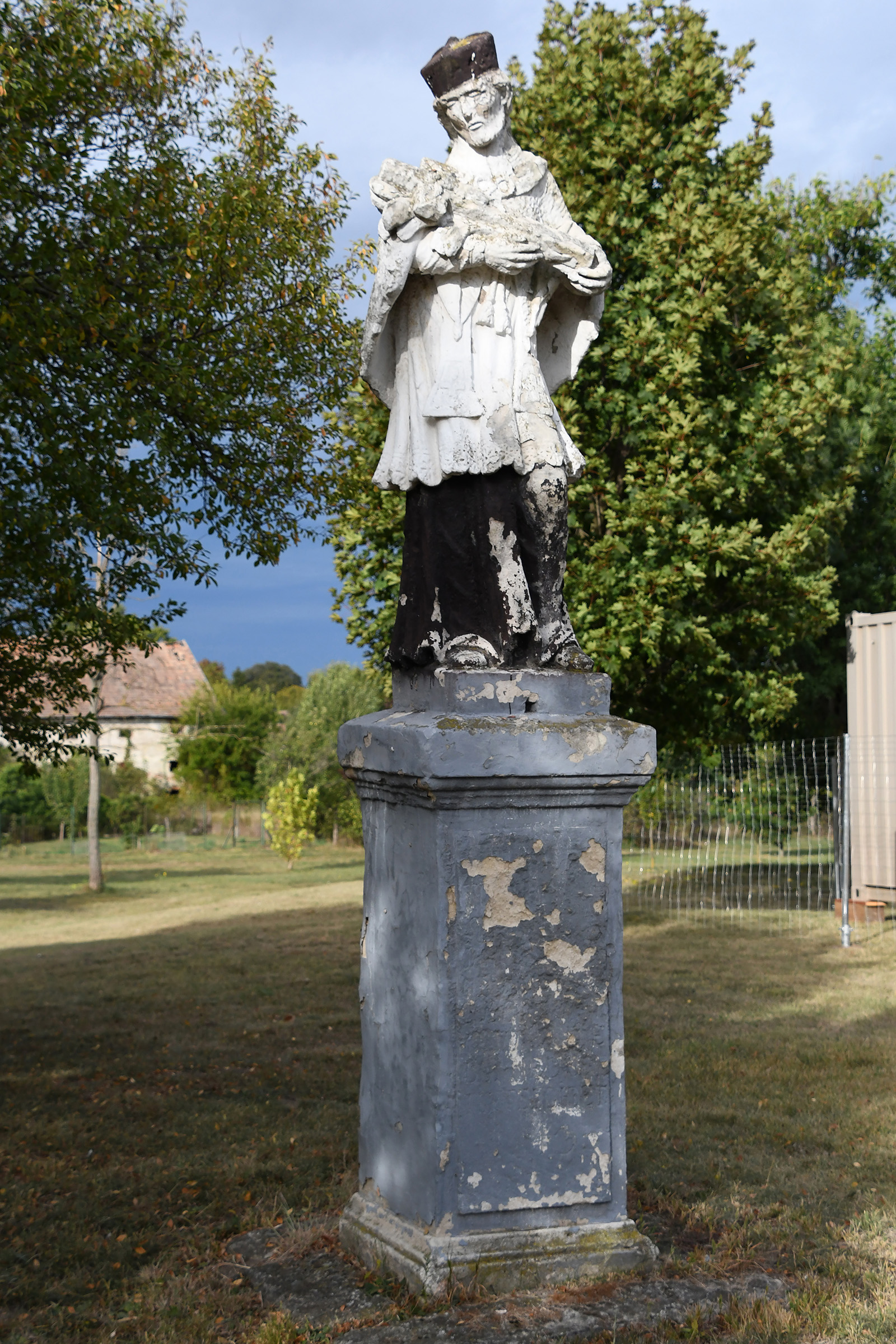
Nepomuki-Szent-János-Statue
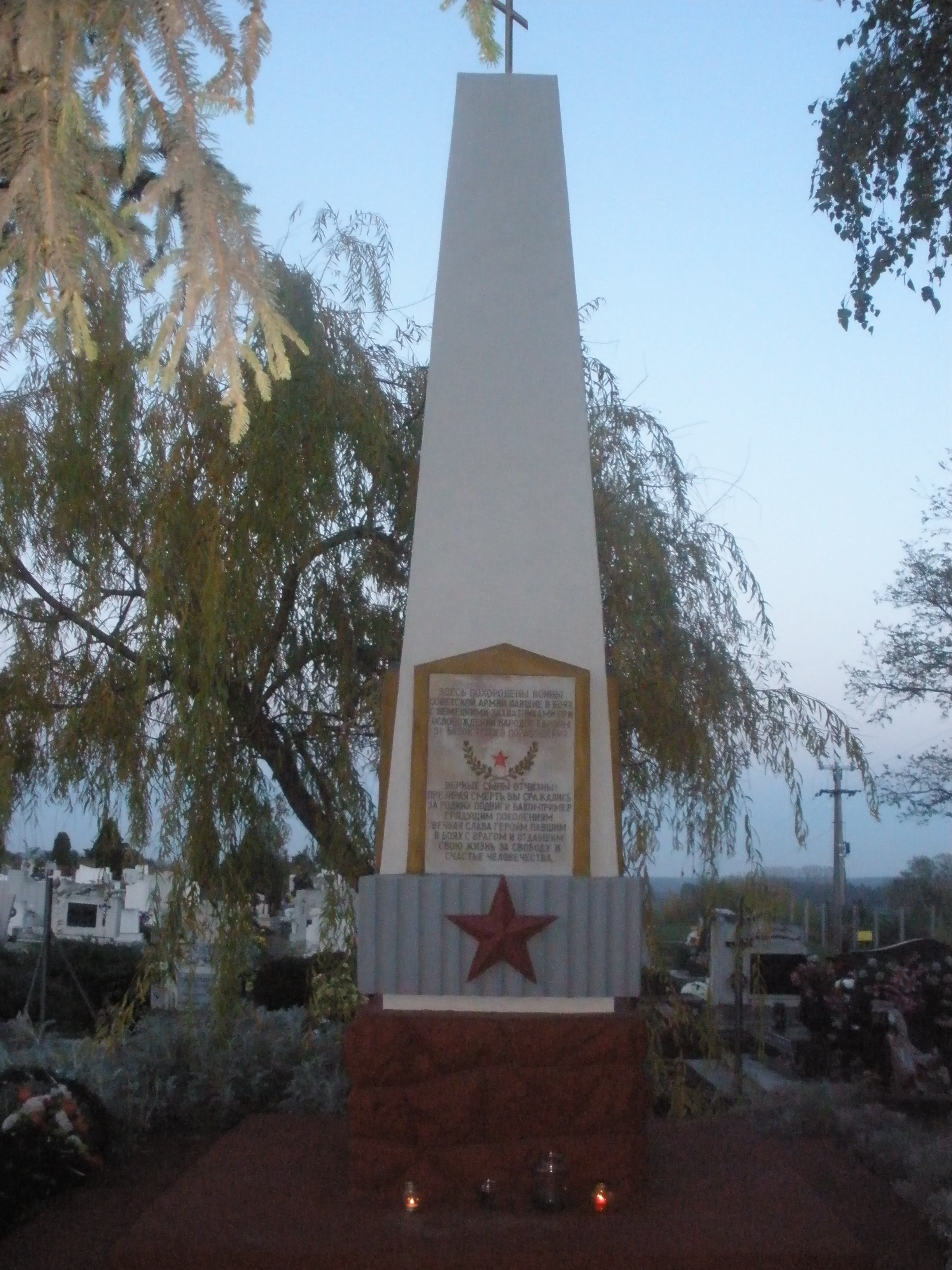
Sowjetisches Denkmal
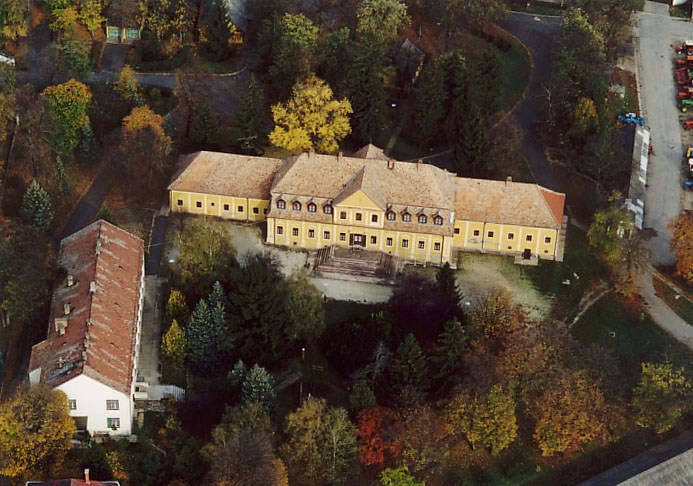
Blick auf Schloss Csapody

## Verkehr
Durch Ádánd verläuft die Landstraße Nr. 6403. Die Gemeinde ist angebunden an die Eisenbahnstrecke von Siófok nach Kaposvár. Weiterhin bestehen Busverbindungen über Siójut und Balatonszabadi nach Siófok.